# 16. Berlini Nemzetközi Filmfesztivál
A 16. Berlini Nemzetközi Filmfesztivál 1966. június 24. és július 5. között került megrendezésre. Az Arany Medve díjat Roman Polański filmje, a Zsákutca nyerte.

## Zsűri
Az alábbi emberek voltak a fesztivál zsűrijének tagjai:
- Pierre Braunberger, francia producer - Zsűrielnök
- Franz Seitz, nyugat-német filmkészítő és producer
- Emilio Villalba Welsh, argentin író
- Khvádzsa Ahmad Abbász, indiai filmkészítő, újságíró és író
- Pier Paolo Pasolini, olasz filmkészítő, költő és író
- Lars Forssell, svéd költő, újságíró és akadémikus
- Hollis Alpert, amerikai író és filmkritikus
- Helmuth de Haas, nyugat-német újságíró és író
- Kurt Heinz, nyugat-német zeneszerző

## A fesztivál programja
Az alábbi filmek voltak versenyben az Arany Medve- és az Ezüst Medve-díjakért:
| Magyar cím          | Eredeti cím                       | Rendező                  | Ország                     |
| ------------------- | --------------------------------- | ------------------------ | -------------------------- |
| Becsületbeli ügy    | Una questione d’onore             | Luigi Zampa              | Olaszország, Franciaország |
| Jakten              | Jakten                            | Yngve Gamlin             | Svédország                 |
| Zsákutca            | Cul-de-sac                        | Roman Polański           | Egyesült Királyság         |
| Der Weibsteufel     | Der Weibsteufel                   | Georg Tressler           | Ausztria                   |
| O fovos             | Ο φόβος                           | Kostas Manoussakis       | Görögország                |
| Georgy Girl         | Georgy Girl                       | Silvio Narizzano         | Egyesült Királyság         |
| A csoport           | The Group                         | Sidney Lumet             | Amerikai Egyesült Államok  |
| High Steel          | High Steel                        | Don Owen                 | Kanada                     |
| A vadászat          | La caza                           | Carlos Saura             | Spanyolország              |
| Knud                | Knud                              | Jørgen Roos              | Dánia                      |
| Nahát, ilyet!       | Lord Love a Duck                  | George Axelrod           | Amerikai Egyesült Államok  |
| Hímnem, nőnem       | Masculin féminin: 15 faits précis | Jean-Luc Godard          | Franciaország              |
| Éretlen szívek      | Les coeurs verts                  | Édouard Luntz            | Franciaország              |
| Nayak               | নায়ক                               | Satyajit Ray             | India                      |
| Ne lőj a rókára     | Schonzeit für Füchse              | Peter Schamoni           | Nyugat-Németország         |
| O Padre e a Moça    | O Padre e a Moça                  | Joaquim Pedro de Andrade | Brazília                   |
| Rosalie             | Rosalie                           | Walerian Borowczyk       | Franciaország              |
| Szerelmünk évszakai | Le stagioni del nostro amore      | Florestano Vancini       | Olaszország                |

## Győztesek
- Arany Medve: Zsákutca (Roman Polański)
- Ezüst Medve díj a legjobb rendezőnek: Carlos Saura (A vadászat)
- Ezüst Medve díj a legjobb színésznőnek: Lola Albright (Nahát, ilyet!)
- Ezüst Medve díj a legjobb színésznek: Jean-Pierre Léaud (Hímnem, nőnem)
- Zsűri Nagydíja: 
  - Jakten (Yngve Gamlin)
  - Ne lőj a rókára (Peter Schamoni)
- Tiszteletbeli említés: Nayak (Satyajit Ray)
- Jugendfilmpreis, az ifjúsági filmes díj
  - Legjobb ifjúsági rövidfilm: High Steel (Don Owen)
  - Legjobb egész estés ifjúsági film: Hímnem, nőnem (Jean-Luc Godard)
    - Tiszteletbeli említés: Éretlen szívek (Édouard Luntz)
- FIPRESCI-díj
  - Szerelmünk évszakai (Florestano Vancini)
    - Tiszteletbeli említés: Max Ophüls
- Interfilm-díj
  - Szerelmünk évszakai (Florestano Vancini)
    - Tiszteletbeli említés: Hímnem, nőnem (Jean-Luc Godard)
- OCIC-díj
  - Georgy Girl (Silvio Narizzano)
- UNICRIT-díj
  - Nayak (Satyajit Ray)

## Fordítás
- Ez a szócikk részben vagy egészben  a(z)   16th Berlin International Film Festival című angol Wikipédia-szócikk fordításán alapul.  Az eredeti cikk szerkesztőit annak laptörténete sorolja fel. Ez a jelzés csupán a megfogalmazás eredetét és a szerzői jogokat jelzi, nem szolgál a cikkben szereplő információk forrásmegjelöléseként.